# Inoujście
Inoujście (do 1945 niem. Ihnamünde, Camelsberg) – niezamieszkana wieś w Polsce położona w województwie zachodniopomorskim, w powiecie goleniowskim, w gminie Goleniów, znajduje się na półwyspie utworzonym przez wody Odry (Domiąży), Iny i jeziora Dąbie (Iński Nurt).

## Geografia

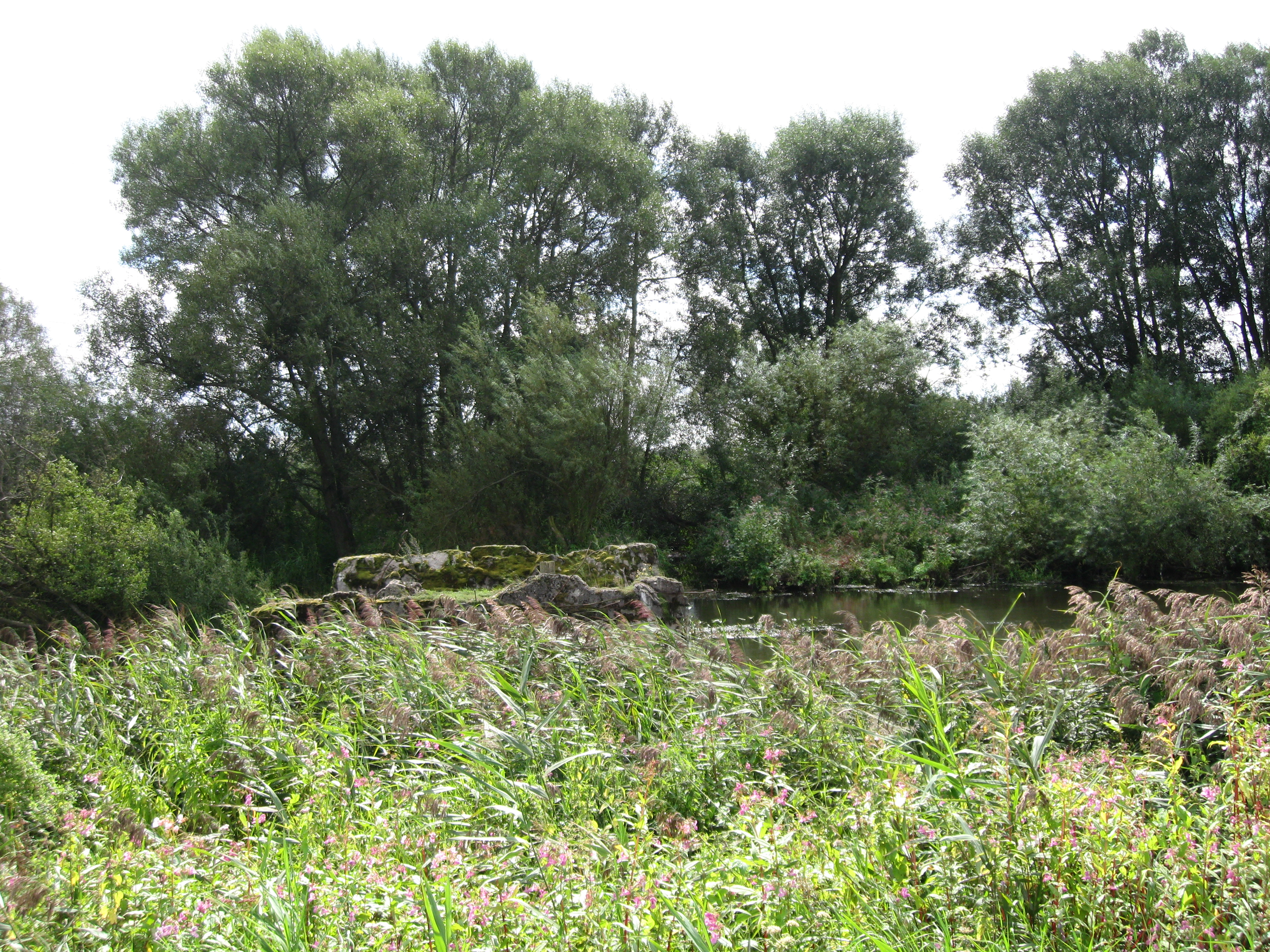
Widok w kierunku Inoujścia. Widoczna ruina mostu na Inie, prowadzącego do miejscowości.

Obecnie tereny dawnego Inoujścia są niezamieszkane (ostatni mieszkaniec opuścił Inoujście w 1999). Zostały jedynie resztki cmentarza i fundamentów oraz jedna opuszczona zagroda o adresie: Inoujście 1. Okoliczne tereny to raj dla dzikiej przyrody. Znajduje się tutaj zespół roślinności łąkowej. Wodami Iny i Roztoki Odrzańskiej prowadzi szlak kajakowy Meandry Iny z okolic Bącznika do dawnego Inoujścia, a następnie Odrą i jeziorem Dąbie do Lubczyny.

## Historia
Wieś założono, w połowie XIII wieku, jako port morski Stargardu, a następnie od 1268 także Goleniowa, prężnie rozwijających się ośrodków hanzeatyckich (patrz: Wojna Szczecina ze Stargardem o handel morski (1454-1464)). Inoujście było ważnym punktem w handlu rzecznym na Inie i Odrze. W 1750 założono tutaj kolonię Camelsberg, zamieszkaną przez chłopów i rybaków, należącą do rodu von Petersdorf. Nazwa Camelsberg w dosłownym tłumaczeniu znaczyła: Wielbłądzie Wzgórze/a, a wzięła się od dwóch podobnych wzgórz, wyglądem przypominających garby wielbłąda. W XIX wieku powstał, należący do miasta, folwark. W latach 20. XX wieku nazwę zmieniono na Ihnamünde, zamieszkiwało ją 171 osób. Znajdował się tutaj cmentarz, mleczarnia, kąpielisko, folwark oraz most na rzece Inie.
W trakcie II wojny światowej wieś uległa zniszczeniu. Trwała tu walka, gdy wojska radzieckie wkroczyły do wsi. Były one ostrzeliwane przez niemieckie wojska zza Odry. Ostatecznie miejscowość została zajęta w marcu 1945 przez Armię Czerwoną i przekazana administracji polskiej.
Po zakończeniu II wojny światowej w jedynym ocalałym budynku mieściła się Stacja Nautyczna Urzędu Morskiego Szczecin, której latarnicy obsługiwali światła nawigacyjne wytyczające tor wodny Świnoujście–Szczecin.
Nazwę Inoujście wprowadzono urzędowo w 1948 roku, zastępując poprzednią niemiecką nazwę wsi Ihnamünde.
Okoliczne miejscowości: Skolwin, Police, Komarowo, Kamieniska, Święta.